# Río Ricabo
El río Ricabo es un río de la comunidad autónoma de Asturias, afluente por la derecha del río Trubia y éste a su vez afluente del río Nalón. Su nombre proviene, según Xosé Lluis García Arias, del latín RIVUM CAVUM, «río profundo».
- Nacimiento: en la cordillera Cantábrica a unos 1500 metros de altitud, cerca de Peña Rueda (2152 m), en el concejo de Quirós.
- Desembocadura: confluye con el río Lindes cerca de Santa Marina y forman juntos el río Quirós, que tras su unión con el río Teverga pasa a denominarse río Trubia.
- Longitud: 9 km
- Afluentes principales: no tiene.
- Poblaciones que atraviesa: Ricabo, Ronderos y Rodiles (Nimbra).

- Datos: Q6115605